# Ishiro Nagami
Ishiro Nagami (São Paulo, 1941 - São Paulo, 4 de setembro de 1969) foi um professor do cursinho Equipe, em São Paulo, e militante da ANL morto em um acidente com um explosivo durante o período da ditadura militar. Seu caso foi investigado pela Comissão Nacional da Verdade (CNV), que apura mortes e desaparecimentos na ditadura militar brasileira,  regime instaurado em 1 de abril de 1964 e que durou até 15 de março de 1985.

## Biografia
Filho de Keizo Nagami e Kikue Nagami, Ishiro foi professor no cursinho Equipe, em São Paulo, e militante da Aliança Nacional Libertadora (ANL). Dividiu apartamento com seu companheiro de trabalho, Shuji Kosek, que não tinha conhecimento de sua ligação com a ANL, o qual acabou sofrendo repressão devido ao envolvimento do colega.
Ishiro Nagami consta na lista de mortos e desaparecidos políticos durante o período do Regime militar no Brasil, mas teve seu processo indeferido por sua morte não ter sido considerada responsabilidade de agentes do Estado nem causada por consequência de repressão política.

## Morte
Nagami se envolveu em um acidente no dia 4 de Setembro de 1969, às 5:45h na Rua da Consolação, esquina com a Maria Antônia, em São Paulo. Ele foi levado as hospital pela polícia, mas não resistiu aos ferimentos e faleceu horas depois do ocorrido. O professor transportava uma bomba em seu Fusca azul, de placa 44-52-75, e dirigia acompanhado por Sérgio Roberto Correa, quando uma explosão acidental ocorreu. Ishiro Nagami teve seu corpo arremessado para fora do veículo e só pode ser reconhecido por causa de documentos que carregava e não foram danificados pela explosão. Já o reconhecimento do corpo de Sérgio Roberto Correa levou anos para ser realizado devido aos ferimentos sofridos por causa do acidente. Segundo documentos dos orgãos de segurança do regime militar, Ishiro atuava sob o codinome Charles e teria ligações com José Wilson Lessa Sabag (o qual foi morto um dia antes do acidente de Ishiro) e Otávio Ângelo, também militantes da ALN. 
Os jornais da época noticiaram que o corpo de Ishiro ficou jogado na calçada por um tempo, até a chegada da polícia, que o removeu para o hospital, onde ele faleceu horas depois. Apesar de estarem envolvidos no mesmo acidente, o corpo de Sérgio foi levado ao IML (Instituto Médico Legal) às 9 horas da manhã e Ishiro apenas as 11 horas. Como de costume a época, nenhum registro de entrada consta no hospital a que Ishiro foi levado. Relatos também afirmam que durante o tempo em que esteve com os policiais, Ishiro foi obrigado a contar seu endereço, facilitando assim a prisão dos professores Francisco Roberto Savioli e Suziko Seki, que ocorreu horas após a explosão. Um recorte de documento achado no DOPS, sem o nome do autor e a data, noticia o acidente da seguinte forma: "Eram 5h20m da madrugada de quinta-feira, dia 4, e a rua ainda estava quase deserta. A explosão daniﬁcou um prédio de quatro andares situado a 20 metros de distância. Dois guardas correram para o local e ainda viram um Chevrolet Bel-Air, que seguia atrás do Volks, afastar-se rapidamente. No meio dos destroços, a polícia encontrou panﬂetos, dois revólveres, uma pistola automática. Presumem as autoridades que os ocupantes transportavam uma bomba-relógio que detonou antes da hora ou uma carga de nitroglicerina, capaz de explodir pelo próprio balanço do veículo. Os dois homens foram identiﬁcados: Ishiro Nakami [sic] e Yoshihiro Omo [sic]. O primeiro era o dono do carro; no seu apartamento foram conﬁscados 14 quilos de dinamite e presas duas pessoas". (apud Dossiê Ditadura, 2009, p. 147-149). O jornalista e escritor brasileiro Percival de Souza trata do assunto em seu livro "Autópsia do Medo": A repressão justiﬁcava sua postura com uma série de argumentos. Um deles foi a explosão de um carro Volkswagen na madrugada de 4 de setembro de 1969 na Rua Consolação, em São Paulo, bem em frente ao número 770, próximo à Rua Maria Antônia, onde funcionava o Hotel Pink. O carro era um Fusca modelo do ano, azul, placa 44-5275, e estava em movimento seguido por um Chevette que, após a explosão, se desviou dos destroços e fugiu, tendo a persegui-lo sem êxito a viatura da Radiopatrulha. Dois ocupantes do Fusca morreram nessa explosão da bomba que eles mesmos transportavam. O general Luiz Felipe foi lá cheirar a pólvora e concluiu: “Essa foi roubada de Mogi das Cruzes”. Uma das vítimas era o jovem motorista Ishiro Nagami, que não morreu na hora, embora jogado junto à calçada. Um carro da polícia levou-o ao Hospital das Clínicas e aí o rapaz, quase morto, ainda foi forçado a dizer onde morava. A seu lado no Fusca ia alguém que a princípio se pensou ser uma mulher, por causa dos chumaços de cabelos longos. Teve o seu corpo completamente despedaçado, com partes dele indo parar a mais de 50 metros do local da explosão, junto com ferros retorcidos que voaram em todas as direções. Um dos bancos dianteiros estava a cerca de 20 metros da carcaça do carro, virado para baixo e cheio de carne humana. Duas pernas inteiras estavam no asfalto, separadas do corpo à altura do joelho. Três armas que estavam no carro ﬁcaram intactas, embora também arremessadas para fora: um revólver calibre 38, outro calibre 32 e uma pistola 6,35 mm. Também não foi destruída a carteira de habilitação de Ishiro. Quanto à segunda vítima da explosão no Fusca, era homem também. Ao amanhecer, [o local estava] cheio de gente do II Exército, do Dops e da Polícia Federal [...]. Indócil, o delegado Hélio Tavares, da Rudi, ofendia um jornalista, a seguir espancado por milicianos da Força Pública. O delegado Tavares iria trabalhar no Dops, transformando-se num dos principais auxiliares do delegado Sérgio Fleury" (DE SOUZA, Percival. Autópsia do Medo. Editora Globo. Primeira edição: ano 2000).
Após a explosão, policiais localizaram o endereço de Ishiro e foram à Rua Jaguaribe, onde prenderam os professores Francisco Roberto Savioli e Suziko Seki, ambos do cursinho Equipe. Além disso, também foram encontrados e apreendidos diversos cartuchos de dinamite em sua residência. Especulava-se que a bomba seria utilizada em um atentado contra o edifício sede da Nestlé, que ficava próximo ao local do acidente. O corpo de Ishiro Nagami foi enterrado por sua família no cemitério de Guarulhos, São Paulo.